# Schizenterospermum rotundifolium
Schizenterospermum rotundifolium är en måreväxtart som beskrevs av Anne-Marie Homolle och Jean Arènes. Schizenterospermum rotundifolium ingår i släktet Schizenterospermum och familjen måreväxter. Inga underarter finns listade i Catalogue of Life.